# Alexei Borissowitsch Wyschmanawin
Alexei Borissowitsch Wyschmanawin (russisch Алексей Борисович Выжманавин; * 1. Januar 1960 in Moskau; † 6. Januar 2000 ebenda) war ein russischer Schachmeister.

## Leben
Zu Beginn seiner Karriere nahm der Moskauer Wyschmanawin regelmäßig an der dortigen jährlichen Stadtmeisterschaft teil. Im Jahre 1981 platzierte er sich als Sechster, noch vor starken Großmeistern wie Dawid Bronstein, Juri Rasuwajew, Artur Jussupow, Alexei Suetin, Rafael Vaganian und Jewgeni Wassjukow. In den Jahren 1984 und 1986 konnte Wyschmanawin die Moskauer Meisterschaft dann gewinnen.
Nachdem er 1989 Großmeister geworden war, errang er bei der 57. Meisterschaft der UdSSR 1990 in Leningrad den vierten Platz, punktgleich nach Sonneborn-Berger-Wertung hinter Turniersieger Alexander Beliavsky, Leonid Judassin und Jewgeni Barejew. Im folgenden Jahr bei der in Moskau abgehaltenen 58. Meisterschaft platzierte er sich als geteilter Fünfter bis Neunter. 
Zu seinen internationalen Turniererfolgen zählen Siege 1986 in Nałęczów sowie 1987 in Taschkent. Im Turnier von Moskau 1988 wurde er geteilter Erster mit Rasuwajew, Gregory Kaidanov und Lew Psachis. 1989 in Sotschi gewann er vor Joël Lautier und Alexander Chalifman. Es folgten sein Gewinn 1990/1991 beim Rilton Cup in Stockholm und 1991 ein weiterer Erfolg in Gelsenkirchen vor Wassili Smylow. 1993 konnte Wyschmanawin die Schachwelt überraschen mit seinem zweiten Platz hinter Judassin beim Turnier von León, wodurch der favorisierte Anatoli Karpow auf den mit Wesselin Topalow und Péter Lékó geteilten dritten Platz verwiesen wurde.
Im Schnell- und Blitzschach besaß Wyschmanawin den Ruf eines „Geschwindigkeitsdämons“. Auf Schnellschachveranstaltungen der Professional Chess Association (PCA) in den 1990er Jahren konnte er häufig seine bekannteren Gegner bezwingen.
Bei der Moskauer PCA-Veranstaltung 1994 in Moskau erreichte er das Halbfinale, in dem er knapp gegen Wladimir Kramnik verlor, nachdem er zuvor bereits Alexei Schirow und Viktor Kortschnoi ausgeschaltet hatte. Anlässlich eines solchen PCA-Schnellturnieres 1994 in New York verglich Kommentator Maurice Ashley Wyschmanwins Stil mit dem eines Raubtieres: „Er ist ein gefährlicher Spieler, beobachtend wie eine Katze, bereit loszuspringen“.
Seine höchste Elo-Zahl von 2620 erreichte er im Januar 1993.
Wyschmanawin nahm zuletzt 1997 an internationalen Schachturnieren teil und zog sich in den letzten Lebensjahren vom Schach zurück. Er verstarb Anfang 2000 an einem Herzinfarkt. Er lebte damals alleine, war aber am 6. Januar 2000, dem russischen Neujahr, mit Freunden ausgegangen. Sein toter Körper wurde erst sechs Tage später entdeckt. Nach Wyschmanawins Tod erwähnte der damalige FIDE-Weltmeister Alexander Khalifman ihn als beispielhaft für eine mit Louis Paulsen beginnende „zweite Reihe“ von Großmeistern, deren „riesiger schöpferischer Beitrag zur Entwicklung des Schachs deutlich unterschätzt“ werde.
| Hier fehlt eine Grafik, die leider im Moment aus technischen Gründen nicht angezeigt werden kann. Wir arbeiten daran! |

## Nationalmannschaft
Mit der russischen Nationalmannschaft gewann Wyschmanawin die Schacholympiade 1992 in Manila und die Mannschaftseuropameisterschaft 1992 in Debrecen, bei der er gleichzeitig das zweitbeste Ergebnis der Reservespieler erreichte. Außerdem belegte er bei der Mannschaftsweltmeisterschaft 1993 in Luzern mit Russland den dritten Platz.

## Vereine
Bei seiner einzigen Teilnahme an der russischen Mannschaftsmeisterschaft erreichte Wyschmanawin 1995 mit Tattransgas-Itil Kasan den zweiten Platz.
Am European Club Cup nahm Wyschmanawin fünfmal teil. 1986 und 1988 gewann er den Wettbewerb mit dem ZSKA Moskau, 1990 scheiterte er mit Lokomotiv im Achtelfinale an seinem früheren Verein. 1995 scheiterte er mit Vektor Nowosibirsk in der Vorrunde, 1996 gewann er mit Sberbank Tatarstan Kasan.